# Christophiella
Christophiella là một chi bướm đêm thuộc họ Geometridae.